# Acidoton
Acidoton é um género botânico pertencente à família Euphorbiaceae.
Plantas encontradas no Caribe, América Central e norte da América do Sul.

## Sinonímia
- Durandeeldia Kuntze
- Gitara Pax & K.Hoffm.

## Espécies
Composto por 25 espécies:
| - Acidoton acidothamnus - Acidoton baillonianus - Acidoton buxifolius - Acidoton congestus - Acidoton durissimus - Acidoton ellipticus - Acidoton flexuosus - Acidoton flueggeodes - Acidoton griseus | - Acidoton haitiensis - Acidoton hilarianus - Acidoton innocuus - Acidoton lanceolatus - Acidoton leucopyrus - Acidoton microphyllus - Acidoton nicaraguensis - Acidoton obovatus - Acidoton phyllanthodes | - Acidoton ramiflorus - Acidoton schuechianus - Acidoton trichogynus - Acidoton urens - Acidoton variifolius - Acidoton venezolanus - Acidoton virosus |